# Mosaicoporina tricephala
Mosaicoporina tricephala är en mossdjursart som först beskrevs av Gordon 1985.  Mosaicoporina tricephala ingår i släktet Mosaicoporina och familjen Porinidae. Inga underarter finns listade i Catalogue of Life.